# Любимова, Вера Александровна
Ве́ра Алекса́ндровна Люби́мова (11 сентября 1918, Харьков — 1 июня 2010, Санкт-Петербург, Российская Федерация) — советская художница (живописец и график), член Санкт-Петербургского Союза художников (до 1992 года — Ленинградской организации Союза художников РСФСР).

## Биография
Родилась 11 сентября 1918 года в Харькове в семье известного художника и педагога А. М. Любимова, который по окончании учёбы в ВХУ при Императорской Академии художеств по рекомендации И. Е. Репина был направлен в Харьков руководить местным художественным училищем.
В 1927 году Вера Любимова вместе с родителями возвратилась в Ленинград. Училась в Средней художественной школе (1935—1938), в Ленинградском институте живописи, скульптуры и архитектуры ВАХ на живописном факультете (1938—1947). Окончила институт по мастерской А. А. Осмёркина с присвоением квалификации художника живописи. Дипломная работа — жанровая картина «Сбор урожая».
Участвовала в выставках с 1947 года, экспонируя свои работы вместе с произведениями ведущих мастеров изобразительного искусства Ленинграда. Писала жанровые картины, пейзажи, портреты, натюрморты. Работала в технике масляной живописи, акварели, пастели, рисунка углем. Член Ленинградского Союза художников с 1952 года. Автор картин «Промышленный район Невы» (1953), «Портрет крановщицы Ирины Викориной», «Розы», «Оранжерея. Натюрморт», «Зима в Ленинграде» (все 1956), «Плакса-сын» (1957), «Ноготки. Натюрморт» (1958), "Портрет слесаря завода «Красный Выборжец», «Портрет рыбака М. М. Колченко» (обе 1959), «Портрет работницы фабрики „Пролетарская победа“ Галины Шейкиной» (1961), «Приезд В. Ленина в Петроград 3 апреля 1917 года» (1964), «Керамика. Натюрморт» (1965), «Портрет С. Я. Маршака», «Портрет сына» (обе 1968), «Рассвет», «Канал Грибоедова» (обе 1969), «Настурция» (1974), «Рябина» (1978) и др.
В 1989—1992 годах работы В. А. Любимовой с успехом экспонировались на выставках и аукционах русской живописи L' Ecole de Leningrad во Франции.
Скончалась 1 июня 2010 года в Санкт-Петербурге на 92-м году жизни.
Произведения В. А. Любимовой находятся в музеях и частных собраниях в России, Франции, Испании, Финляндии, Италии и других странах.

## Выставки
- 1953 год (Ленинград): Весенняя выставка произведений ленинградских художников.
- 1956 год (Ленинград): Осенняя выставка произведений ленинградских художников.
- 1957 год (Ленинград): 1917—1957. Выставка произведений ленинградских художников.
- 1958 год (Ленинград): Осенняя выставка произведений ленинградских художников.
- 1960 год (Ленинград): Выставка произведений ленинградских художников 1960 года.
- 1960 год (Ленинград): Выставка произведений ленинградских художников.
- 1961 год (Ленинград): Выставка произведений ленинградских художников открылась в залах Государственного Русского музея.
- 1964 год (Ленинград): Ленинград. Зональная выставка.
- 1965 год (Ленинград): Весенняя выставка произведений ленинградских художников.
- 1968 год (Ленинград): Осенняя выставка произведений ленинградских художников.
- 1969 год (Ленинград): Весенняя выставка произведений ленинградских художников.
- 1973 год (Ленинград): Натюрморт. Выставка произведений ленинградских художников.
- 1975 год (Ленинград): Выставка произведений художников-женщин Ленинграда.
- 1984 год (Ленинград): Подвигу Ленинграда посвящается. Выставка произведений ленинградских художников, посвящённая 40-летию полного освобождения Ленинграда от вражеской блокады.
- Февраль 1991 года (Париж): Выставка «Русские художники».
- 1997 год (Санкт-Петербург): Памяти учителя. Выставка петербургских художников — учеников мастерской А. А. Осмёркина, с участием Евгении Антиповой, Евгении Байковой, Ольги Богаевской, Ивана Годлевского, Веры Любимовой, Евсея Моисеенко, Нины Нератовой, Льва Орехова, Сергея Осипова, Глеба Савинова, Елены Скуинь, Виктора Тетерина.
- 1997 год (Санкт-Петербург): Связь времён. 1932—1997. Художники — члены Санкт-Петербургского Союза художников России.